# Industriepark Klause
Der Industriepark Klause stellt mit 87h die größte Gewerbe- und Industriefläche der Gemeinde Lindlar dar. Seit seiner Gründung 1975 haben sich inzwischen 165 Unternehmen dort angesiedelt. Täglich werden dort ca. 2.100 Mitarbeiter und 100 Auszubildende beschäftigt.
Die 165 ansässigen Unternehmen arbeiten in den Branchen
- der Eisen- und Stahlverarbeitung
- der Holzverarbeitung und des Holzhandels
- der Kunststoffverarbeitung und -produktion
- der Medienbranche
- aus Maschinenbau und Energie sowie
- Kfz-Betriebe/Autohäuser
- Handwerksbetriebe
- Freiberufler und
- Dienstleister aller Art

Ihren Geschäftssitz haben dort auch national agierende Unternehmen wie die LangAG, Loco-Soft und die Holz-Richter GmbH. Die Deutsche Post AG hat in Klause einen Stützpunkt von dem sie die Gemeinden Lindlar und Engelskirchen mit Paketen und Briefen versorgt. Ebenso hat der Technische Betrieb für Lindlar und Engelskirchen ihren Sitz ebenda.
Die letzte Erweiterung wurde im Dezember 2009 beschlossen und beträgt 46.000 m². Damit stellt sie zugleich die größte Fläche im Industriepark dar. Die kleinste Fläche beträgt immerhin 800 m².
Am 17. September 2008 wurde in Fenke eine Bürgerinitiative gegründet, die sich mit dem Thema „Norderweiterung des Industriegebietes Klause in Richtung Fenke“ beschäftigte. Nachdem der Rat der Gemeinde Lindlar diese Erweiterung in seiner Sitzung vom 18. März 2009  genehmigte, löste sich die Initiative wieder auf. Für die ab 2017 geplante nochmalige Erweiterung will die Gemeindeverwaltung nun die Bürger eher und stärker miteinbeziehen.
Die aktuell (2017) geplante südliche Erweiterung soll 22h betragen.
2010 war der Industriepark Klause  das erste Mal Teil der Streckenführung des Profiradrennens Rund um Köln und wurde in Form einer Bergwertung in den Streckenverlauf integriert.

## Anbindung
Der Industriepark ist sechs Kilometer von der Autobahn A4 entfernt.
ÖPNV
Haltestelle Industriegebiet Klause:
- 401 Industriegebiet Klause–Lindlar–Waldbruch–Schmitzhöhe–Hommerich–Kürten Schulzentrum (KWS, an Schultagen eine Fahrt, reiner Schulbus)

Zudem wurde durch eine Veränderung im Linienplan von der OVAG die Linie 333 und 331 verändert, sodass die Busse auch durch das Industriegebiet Klause fahren und 5 Haltestellen anfährt.